# سيد أباد (أيل تيمور)
سید أباد (بالفارسية: سیدآباد) هي قرية تقع في إيران في أذربيجان الغربية. يقدر عدد سكانها بـ 113 نسمة بحسب إحصاء 2016.